# Zilla (Bibel)
Zilla ist im Alten Testament im Buch Genesis die zweite Frau Lamechs.

## Etymologie
Der hebräische Name צִלָּה ṣillāh ist die Kurzform eines Nominalsatznamens. Das Subjekt (und zugleich theophore Element) ist ausgefallen, das Prädikat ist das Substantiv צֵל ṣel, deutsch ‚Schatten‘ von der Verbwurzel צלל ṣll, deutsch ‚beschattet / dunkel werden‘. Der Name selbst lässt sich  mit „(Gott) ist Schatten“ übersetzen. Schatten ist im Sinne von „Schutz“ zu verstehen.
Die Septuaginta gibt den Namen als Σελλα Sella wieder, die Vulgata als Sella.

## Biblische Erzählung
Zilla ist die zweite Frau Lamechs, des Sohnes Metuschaëls, und die Mutter von Tubal-Kain und Naama. Sie wird in Gen 4,19-23  erwähnt:

„Lamech nahm sich zwei Frauen; die eine hieß Ada, die andere Zilla. [...] Auch Zilla gebar, und zwar Tubal-Kajin, der die Geräte aller Erz- und Eisenhandwerker schmiedete. Die Schwester Tubal-Kajins war Naama.“